# Alma Reville
Alma Lucy Reville (ur. 14 sierpnia 1899 w Nottingham, zm. 6 lipca 1982 w Los Angeles) – angielska scenarzystka, montażystka filmowa, asystentka reżysera. Żona Alfreda Hitchcocka.

## Kariera
Przygodę z branżą filmową rozpoczęła już jako nastolatka podejmując pracę w London Film Company. Tam niebawem została asystentką reżyserów Maurice'a Elveya i Bertholda Viertela. W 1921 podjęła działalność w studiu filmowym Famous Players-Lasky, gdzie pracowała jako montażystka i asystentka reżysera. W tym czasie poznała Alfreda Hitchcocka, którego poślubiła 2 grudnia 1926 w londyńskim kościele Brompton Oratory. Przez kolejne lata współpracowała z Hitchcockiem przy realizacji wielu jego filmów. Była autorką lub współautorką scenariuszy kilkunastu filmów reżyserowanych przez męża. Były to m.in.: Morderstwo (1930), Oszustwo (1931), Bogaci i dziwni (1931), Numer siedemnaście (1932), 39 kroków (1935), Bałkany (1936), Tajny agent (1936), Młody i niewinny (1937), Oberża Jamajka (1939), Podejrzenie (1941), Cień wątpliwości (1943), Akt oskarżenia (1947), Trema (1950).

## Życie prywatne
Była żoną reżysera Alfreda Hitchcocka, od którego była młodsza o jeden dzień. Byli małżeństwem od 2 grudnia 1926 do jego śmierci 29 kwietnia 1980. Ich jedyna córka Patricia urodziła się 7 lipca 1928.
Jej największą pasją pozostawało kino, jednak Alma miała wiele innych zainteresowań. Uwielbiała podróże i teatr, jeździła również konno. W przeciwieństwie do swego męża, lubiła też aktywność fizyczną, a w młodości uprawiała lekkoatletykę.
Alma Reville zmarła z przyczyn naturalnych w swoim domu w dzielnicy Bel Air w Los Angeles. Odeszła dwa lata po Hitchcocku. Wcześniej chorowała na raka piersi, jednak udało się jej pokonać chorobę.

## Alma w filmie
Jej postać w filmie Hitchcock z 2012 odtwarza Helen Mirren.